# Detlef Vonde

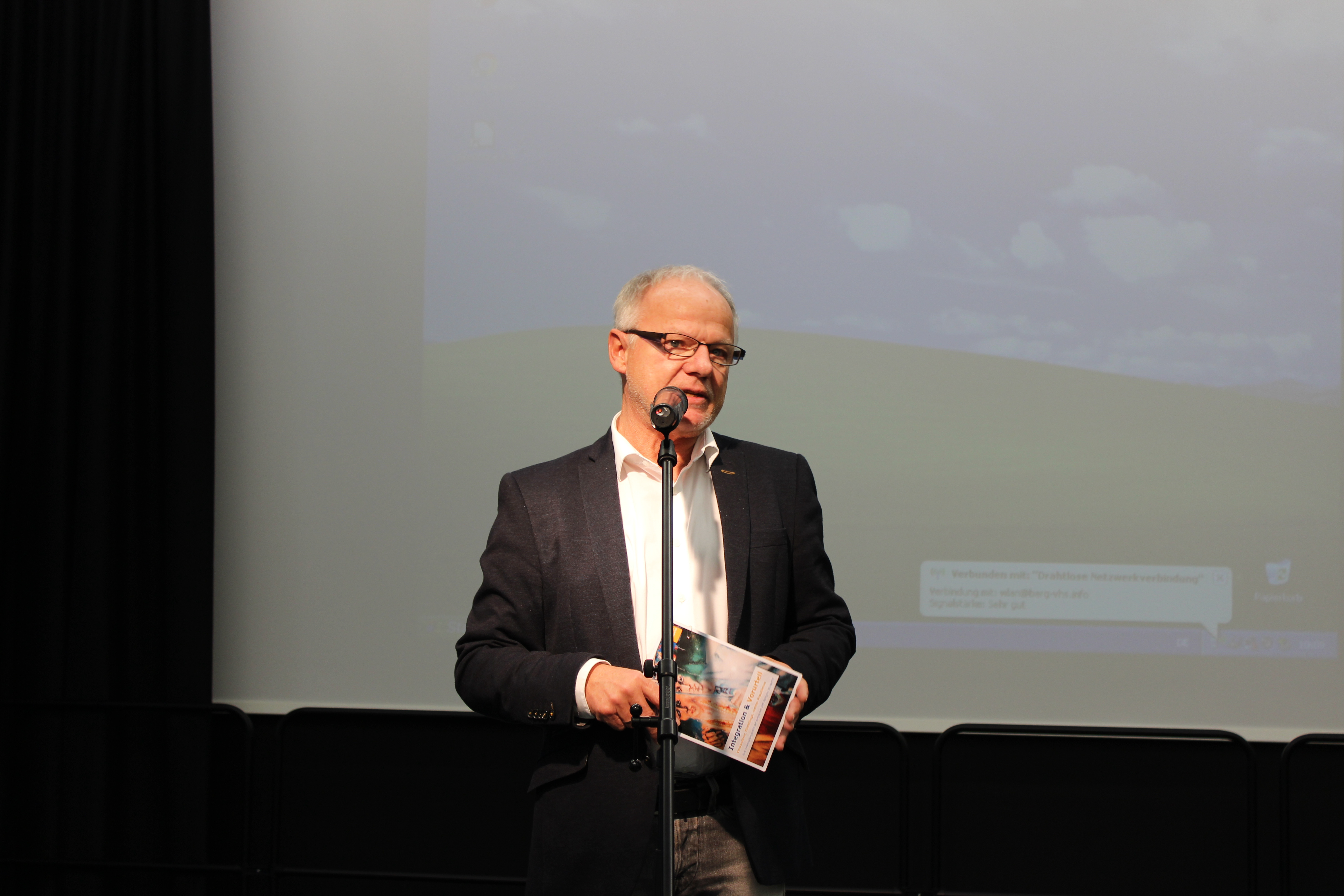
Detlef Vonde im Jahre 2015

Detlef Vonde (* 26. September 1954 in Hagen) ist ein deutscher Historiker.

## Leben
Detlef Vonde studierte von 1975 bis 1981 Geschichte und Germanistik an der Ruhruniversität Bochum sowie von 1981 bis 1986 Wissenschaftliche Weiterbildung an der Fernuniversität Hagen. Er war Stipendiat der Studienstiftung des deutschen Volkes. Von 1981 bis 1986 war er wissenschaftlicher Mitarbeiter im Fachbereich Neuere Geschichte der Fernuniversität Hagen.
1987 promovierte er an der Fernuniversität Hagen bei Lutz Niethammer am Beispiel der Industriedörfer über Industrialisierung und Urbanisierung im Ruhrgebiet. Seine Studie über das „Revier der großen Dörfer“ beeinflusste eine Reihe historischer Arbeiten über die sozialen und ökologischen Kosten der Industrialisierung, die historischen Strukturen und Akteure der Stadtentwicklung im Ruhrgebiet sowie die Bedeutung der Stadtrechte in industriellen Ballungsgebieten. Zu seinen Mentoren zählte der Mediävist, Sozialhistoriker und Jazzmusiker Ludolf Kuchenbuch. Von 1986 bis 2020 war er Fachbereichsleiter für Politik, Geschichte, Umwelt an der Bergischen VHS Solingen/Wuppertal. Dort leitete und moderierte er u. a. mit der Politischen Runde eine seit 1961 bestehende Traditionsreihe der politischen Bildung in NRW. Detlef Vonde forscht und publiziert zur Urbanisierungs- und Sozialgeschichte im 19. und 20. Jahrhundert sowie zur regionalen Kultur- und Bildungsgeschichte im Ruhrgebiet und im Bergischen Land. Zum 200. Geburtstag von Friedrich Engels erschien seine Studie über dessen Rolle in der Revolution von 1848/49. Mit seinem Buch vom „Traum aller Träume“ legte er nicht nur eine Erinnerung an den utopischen Realisten in Sachen Urbanität, Sébastien Mercier vor, sondern auch das facettenreiche Mosaik mit Themen und Akteuren einer Geschichte der Urbanisierung in Europa. Seit 2015 ist Detlef Vonde Kolumnist der Westdeutsche Zeitung mit regelmäßigen Beiträgen zur (Wuppertaler) Geschichte.

## Schriften
- „Revier der großen Dörfer“. Stadtentwicklung und Industrialisierung im Ruhrgebiet 1870–1918. Essen 1989.
- Geschichte kontrovers: Die Geschichtsschreibung der Französischen Revolution. Hagen 1984 (Fernuniversität)
- 1848 – Die „bürgerliche Revolution“ in Deutschland und ihr Scheitern. Hagen 1989 (Fernuniversität)
- Legnica – Wuppertal: Europäische Perspektiven im Dialog. Legnica 1999 (Hrsg.)
- Ansichtssachen. Festschrift zum 50 jährigen Bestehen der Politischen Runde der Bergischen VHS Solingen/Wuppertal. Wuppertal 2011 (Hrsg.)
- „…dass der Mensch was lernen muss.“ Bildungsgeschichte(n) aus dem Ruhrgebiet und dem Bergischen Land. Wuppertal 2012
- „Fingerhüte aus Trümmern“. Erinnerungen an das Kriegsende 1945 in Wuppertal. Wuppertal 2015 (Hrsg.)
- „Wenn Dörfer Städte werden (wollen)…“ Ein Kapitel aus der Geschichte der Stadtentwicklung Wanne-Eickels im Kaiserreich. in: Frank Braßel u. a. (Hrsg.), „Nichts ist so schön wie…“ Geschichte und Geschichten aus Herne, Essen 1991.
- „Den Mangel verwalten.“ Die Finanzierung von Infrastruktur in der Stadt und im Landkreis Essen um die Jahrhundertwende, in: Klaus Wisotzky, Michael Zimmermann (Hrsg.): Selbstverständlichkeiten. Geschichte der Stadt Essen, Essen 1997, S. 216–231.
- Qualifizierung für junge Migrant/innen in: Praxismodelle der beruflichen Bildung für Benachteiligte – Europäisches Netzwerk zur Bekämpfung von sozialer und beruflicher Ausgrenzung, hg. v. Deutschen Volkshochschulverband e. V. Bonn 1998, S. 48–71
- „Gottesfurcht – Vaterlandsliebe – monarchische Gesinnung“. Schulverhältnisse im Kaiserreich zwischen Anspruch und Wirklichkeit. in: Arbeit und Alltag um 1900. Die Industrie- und Sozialgeschichte des Ruhrgebietes (= Katalog zur Dauerausstellung des Ruhrland-Museums Essen), Essen 2000
- Von „Gottesfurcht und Vaterlandsliebe“ zum „Bürgerengagement 2.0“. Wege und Abwege der politischen Bildung in zwei Jahrhunderten in: Ansichtssachen. Festschrift zum 50-jährigen Bestehen der Politischen Runde der Bergischen VHS, Wuppertal 2011
- Von der „langen Stunde Null“ und den Schwierigkeiten der Erinnerung. Interviews zur Nachkriegszeit in Wuppertal, in: Johannes Beumann, Eva Brabender-Hofmann, Edith Geuter, Detlef Vonde (Hrsg.): „Fingerhüte aus Trümmern“. Erinnerungen an das Kriegsende 1945 in Wuppertal. Wuppertal 2015
- Schule und Bildung. In: Geschichte des Bergischen Landes Band 2: Das 19. und 20. Jahrhundert. Hrsg. v. Stefan Gorißen, Horst Sassin und Kurt Wesoly. Bielefeld 2016
- Auf den Barrikaden. Friedrich Engels und die „gescheiterte“ Revolution von 1848/49. Wuppertal 2019
- Moderne Zeiten. Miniaturen Wuppertaler Geschichte. Wuppertal 2021
- Traum aller Träume. Stadtgeschichte(n) der Moderne. Wuppertal 2023